# 埃亚峡湾县
埃亚峡湾县是冰岛东北区的旧县。